# Keep Bros & Wood
Keep Bros & Wood war ein australischer Hersteller von Automobilen.

## Unternehmensgeschichte
Das Unternehmen aus Melbourne war Zulieferer für den Kutschenbau. 1909 begann die Produktion von Automobilen. Die Markennamen lauteten Franklinite, Anzac und Victory. 1916 endete die Automobilproduktion.

## Fahrzeuge
Den Franklinite gab es nur 1909. Das Unternehmen importierte einige Teile von W. H. Kiblinger Company und W. H. McIntyre Company und stellte komplette Fahrzeuge her. Zur Wahl standen luftgekühlte Zweizylindermotoren mit 14 PS und 18 PS Leistung.
1916 erschien der Anzac, kurz für Australian & New Zealand Army Corps. Viele Teile kamen aus den USA. Der 17-PS-Vierzylindermotor mit 2448 cm³ Hubraum kam von Perkins. Der Radstand betrug 2692 mm. Noch im gleichen Jahr verbot die Regierung die Verwendung dieses Markennamens.
Darauf folgte 1916 der Victory, der ansonsten identisch war. Das Getriebe hatte drei Gänge. Zur Wahl standen Tourenwagen und Roadster.